# Werner Dietrich
Werner Dietrich (* 9. Mai 1916 in Fentsch; † 16. Dezember 1997 in Pforzheim) war ein deutscher Arzt in Pforzheim und Funktionär des Tanzsports.

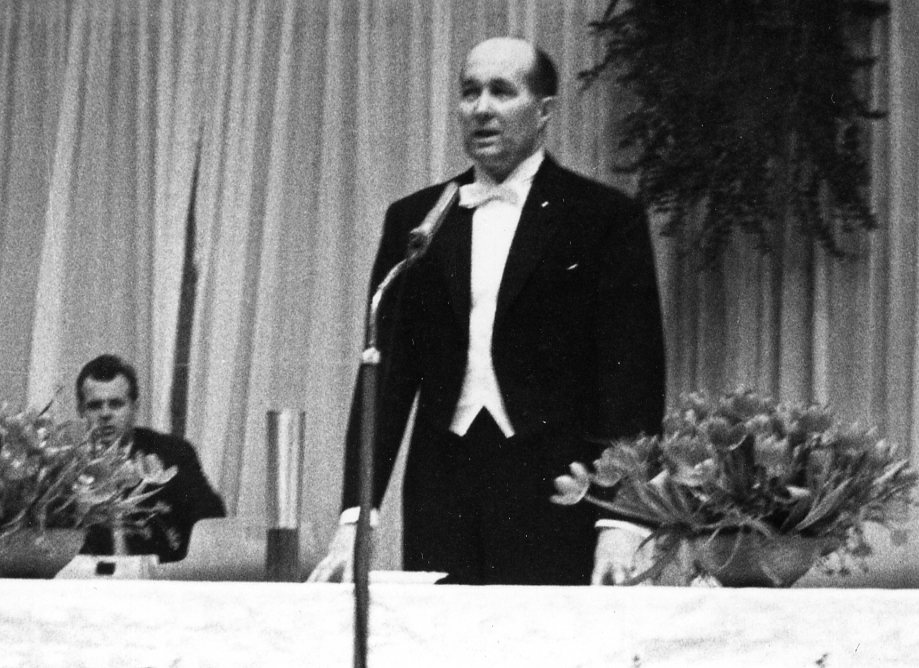
Werner Dietrich, Turnierleiter Tanzturnier um den Goldstadtpokal, 1962

## Leben und Beruf
Dietrich studierte Medizin in Berlin, Kiel und Innsbruck. Im Zweiten Weltkrieg war er kurze Zeit Sanitätsoffizier an der Ostfront, nach einer Verwundung wurde er dann Chefarzt eines Lazarettschiffes auf der Donau.
Nach dem Krieg heiratete Dietrich und hatte mit seiner Frau zwei Kinder. In der DDR betrieb er von 1945 bis 1956 eine Hausarztpraxis in Waltershausen und war gleichzeitig Betriebsarzt in einem Gummiwerk. Nach Flucht aus der DDR kam er 1957 nach Pforzheim und eröffnete eine Hausarztpraxis im Stadtteil Arlinger.
Dietrich, der schon früher als Turniertänzer aktiv war, trat in den Tanzsportclub Schwarz-Weiß ein, dessen Vorsitzender er von 1960 bis 1983 war.

## Ehrenamtliche Funktionen
Von 1960 bis 1983 war Dietrich Präsident des Tanzsportclubs Schwarz-Weiß-Club Pforzheim e.V., von 1972 bis 1980 Vizepräsident des Tanzsportverbandes Baden-Württemberg.
1962 gründete er das Internationale Tanzturnier um den Goldstadtpokal, dessen Leiter er bis 1983 war und das er in wenigen Jahren bis in die Weltspitze der Tanzturniere brachte. Dieses Turnier wird heute noch ausgetragen.

## Ehrungen
Wegen seines Engagements für den Tanzsport wurde Dietrich 1981 das Bundesverdienstkreuz am Bande verliehen und 1990 der Ehrenring der Stadt Pforzheim.